# Vojtech Zamarovský
Vojtech Zamarovský, cz. Vojtěch Zamarovský (ur. 5 października 1919 w Trenczynie lub Zamarovcach, zm. 26 lipca 2006 w Pradze) – słowacki prozaik, autor słowackiej i czeskiej literatury faktu, publicysta, badacz, propagator hellenizmu i olimpizmu, tłumacz, prawnik, podróżnik, agent wywiadu.

## Życiorys
Urodził się 5 października 1919 w Trenczynie na Słowacji (ówczesna Czechosłowacja). Wywodził się z ziemiańskiej rodziny. Ukończył studia prawnicze na uniwersytecie w Bratysławie (1943; uzyskał tytuł iuris utriusque doctor) oraz ekonomiczne na akademii w Pradze (1948). W 1947 roku wstąpił do partii komunistycznej, z której jednak został wydalony w 1952. W latach 1962–1977 współpracował z aparatem bezpieczeństwa Czechosłowackiej Republiki Socjalistycznej (Státní bezpečnost, Štátna bezpečnosť) pod kryptonimem Belo (‘Wojtek’), po czym został agentem wywiadu pod kryptonimem Závoj (‘welon’, ‘woalka’, ‘zasłona’). Zmarł 26 lipca 2006 w Pradze.
Dorobek twórczy pisarza obejmuje przede wszystkim publikacje popularyzujące kulturę, wierzenia, mity i historię starożytnych cywilizacji, m.in.: greckiej, rzymskiej, egipskiej, mezopotamskiej, sumeryjskiej, hetyckiej. Ogółem napisał 14 książek (13 w języku słowackim i czeskim). Jego dzieła zostały przetłumaczone na 15 języków. Obok działalności naukowo-badawczej i pisarskiej, zajmował się również tłumaczeniem tekstów (angielskich, niemieckich, francuskich, łacińskich) na język czeski i słowacki.
W 2001 roku powstało Muzeum Antyku Vojtecha Zamarovskiego w Trenczynie (Múzeum antiky Vojtecha Zamarovského v Trenčíne). Wśród eksponatów muzealnych znajdują się kopie antycznych rzeźb, które pisarz otrzymał w darze od rządu Republiki Greckiej.
Od 2000 roku Klub Pisarzy Literatury Faktu (Klub spisovateľov literatúry faktu) na Słowacji przyznaje nagrodę im. Vojtecha Zamarovskiego.

## Nagrody i odznaczenia
- 1962, 1966, 1969, 1974 – Nagroda Trojruža (Cena Trojruža)
- 1962, 1966, 1969, 1974 – Nagroda Wydawnictwa Mladé Letá (Cena vydavateľstva Mladé Letá)
- 1977 – Nagroda Fraňa Kráľa (Cena Fraňa Kráľa)
- 1987 – Nagroda Stowarzyszenia Pisarzy Słowackich (Cena Zväzu slovenských spisovateľov)
- 1992 – Nagroda Egona Ervína Kischa (Cena Egona Ervína Kischa)
- 1994 – Honorowy Obywatel Miasta Trenczyna (Čestný občan mesta Trenčín)
- 1996 – Order Ľudovíta Štúra II Klasy (Rad Ľudovíta Štúra II. triedy) – odznaczenie państwowe przyznane przez Prezydenta Republiki Słowackiej za zasługi dla rozwoju kultury[8]
- 1999 – Nagroda Slovak Gold (Cena Slovak Gold)
- 2001 – Krzyż Pribiny I Klasy (Pribinov kríž I. triedy) – odznaczenie państwowe[9][10]
- 2003 – Złote Kręgi (Zlaté kruhy Slovenského olimpijského výboru) – wyróżnienie przyznane przez Słowacki Komitet Olimpijski za propagowanie olimpizmu[11][12][13]
- 2004 – Nagroda Ministra Kultury Republiki Słowackiej (Cena ministra kultúry) – nagroda przyznana przez Ministra Kultury Republiki Słowackiej za zasługi dla rozwoju słowackiej literatury
- 2006 – Order Ľudovíta Štúra I Klasy (Rad Ľudovíta Štúra I. triedy) – odznaczenie państwowe przyznane przez Prezydenta Republiki Słowackiej za zasługi dla rozwoju kultury, pośmiertnie[14]
- 2006 – Ambasador Hellenizmu w 2006 roku (Čestný titul Veľvyslanec helenizmu za rok 2006) – odznaczenie honorowe przyznane przez prefekta regionu ateńskiego za propagowanie helleńskiej kultury, religii i filozofii na Słowacji oraz w Europie Środkowo-Wschodniej

## Twórczość

### Publikacje z zakresu literatury faktu
| Rok wydania | Tytuł w języku słowackim              | Ogólna charakterystyka publikacji | Tytuł w języku czeskim             | Rok wydania        |
| --- | ------------------------------------- | --- | ---------------------------------- | ------------------ |
| 1960, 19644, 1975 | - Za siedmimi divmi sveta1            | Esej historyczny o siedmiu cudach starożytnego świata                                                                                 | - Za sedmi divy světa              | 1963, 19674, 19804 |
| 1963, 19744 | - Za tajomstvom ríše Chetitov         | Reportaż naukowy i biograficzny o Bedřichu Hrozným i dziejach Hetytów                                                                 | - Za tajemstvím říše Chetitů       | 1961               |
| 1962, 19674 | - Objavenie Tróje                     | Opis wykopalisk archeologicznych w Troi oraz mitologii i epiki starożytnej Grecji, a także esej biograficzny o Heinrichu Schliemannie | - Objevení Tróje                   | 1962               |
| 1966, 19844 | - Na počiatku bol Sumer               | Monografia o dziejach Sumeru | - Na počátku byl Sumer             | 1966, 19834, 19964 |
| 1969, 19804 | - Bohovia a hrdinovia antických bájí2 | Słownik wybranych postaci mitologii greckiej i rzymskiej                                                                              | - Bohové a hrdinové antických bájí | 1965, 19704, 19824 |
| 1971 | - Dejiny písané Rímom                 | Monografia o dziejach starożytnego Rzymu                                                                                              | - Dějiny psané Římem               | 1967, 19954        |
| 1974 | - Grécky zázrak                       | Monografia o dziejach starożytnej Grecji                                                                                              | - Řecký zázrak                     | 1972               |
| 1975 | - Gilgameš                            | Opracowanie sumeryjskiego eposu o Gilgameszu                                                                                          | - Gilgameš                         | 1976               |
| 1977 | - Ich veličenstvá pyramídy            | Monografia o egipskich piramidach | - Jejich veličenstva pyramidy      | 1975, 19864        |
| 1978, 1986 | - Vzkriesenie Olympie                 | Monografia o starożytnych igrzyskach olimpijskich                                                                                     | - Vzkříšení Olympie                | 1980               |
| 1981 | - Aeneas                              | Opracowanie rzymskiego eposu o Eneaszu                                                                                                | - Aeneas                           | 1981               |
| 1986 | - Bohovia a králi starého Egypta      | Słownik wybranych postaci mitologii egipskiej oraz władców i dziejów starożytnego Egiptu                                              | - Bohové a králové starého Egypta  | 1979               |
| 1987 | - Sinuhet                             | Opracowanie opowiadania o Egipcjaninie Sinuhe                                                                                         | - Sinuhet                          | 1985               |
| 1992 | - Návrat do staroveku3                | Synteza twórczości dotyczącej literatury faktu                                                                                        | - Návrat do starověku              | 1992               |
| 1999–2003 | - Súborné dielo                       | Synteza twórczości dotyczącej literatury faktu                                                                                        | –                                  | –                  |
| 1Tropami siedmiu cudów świata – wydanie w języku polskim 2Bogowie i herosi mitologii greckiej i rzymskiej – wydanie w języku polskim 3Po stopách vlastných kníh – podtytuł 4wydanie zmienione, uzupełnione |                                       | |                                    |                    |

### Tłumaczenia
- Agrární otázka (K. Kautsky, 1959)
- Arkadská dobrodružství horních deseti tisíc (S. Leacock, 1959)
- Bohové, hroby a učenci (C.W. Ceram, 1961)
- Ekonomická tabulka a jiné ekonomické spisy (F. Quesnay, 1958)
- Hlavní buržoazní a maloburžoazní ekonomické názory v Západním Německu (L. Bielem, 1958)
- Korespondence (J.W. Goethe, F. Schiller, 1975)
- O zemědělství (M.P. Cato, 1959)
- Princ Eugen (E. Fischer, L. Eisler, 1958)
- Rozprava o politické ekonomii (J.J. Rousseau, 1956, 1978)
- Svědomí (R. Petershagen, 1958)
- Stopa v poušti (L.N. Lavolle, 1967)
- Studie o krásné literatuře a politické ekonomii (J. Kuczynski, 1958)
- Zlatý faraon (K. Bruckner, 1962)
- Ztracená pyramida (M.Z. Goném, 1963)

### Filmy dokumentalne
Na podstawie książek powstały scenariusze filmów dokumentalnych, takich jak:
- Po stopách Hérodota (7-odcinkowy serial, autor scenariusza, Praga, 1969),
- Na počátku byl Sumer (6-odcinkowy serial, Ostrawa, 1970–1971),
- Sedm divů světa (7-odcinkowy serial, Praga, 1979),
- Po stopách Aeneových (3-odcinkowy serial, autor scenariusza, Praga, 1980),
- Hrdinové starověkých mýtů (13-odcinkowy serial, Praga, 1984),
- Veľké civilizácie staroveku očami Vojtecha Zamarovského (13-odcinkowy serial, autor scenariusza, Bratysława, 1988),
- Chcem sa vrátiť (film, reżyser: E. Boldišová, Bratysława, 1998).